# Vexillatio
Una vexillatio era un destacamento formado ad hoc en el ejército del Imperio romano. Podía comprender desde una o varias cohortes de una legión, hasta una mezcla de centurias y decurias extraídas de varias unidades, legiones y unidades auxiliares.

## Historia
Al principio del Imperio, bajo la dinastía Julio-Claudia, las unidades del ejército romano solían ser destinadas completas a cubrir determinadas funciones, pero a partir de la dinastía Flavia, a medida que las unidades eran establecidas en campamentos estables y permanentes, fue cada vez más difícil desplazar unidades completas, excepto en el caso de grandes campañas. Por ello se recurrió progresivamente al expediente de formar destacamentos o vexillationes.
En el siglo III, las vexillationes fueron utilizadas como una flexible herramienta que permitía reunir tropas para controlar las numerosas situaciones de emergencia a las que se vio sometido el Imperio; así, por ejemplo, Cayo Suetonio Paulino durante la rebelión de Boudica se enfrentó con los britanos con una Legión (la XIV) y un vexillatio de la XX en la batalla de Watling Street, dejando el resto de la Legio XX Valeria Victrix defendiendo las fortificaciones de su campaña en Gales. 
Muchos de estos destacamentos fueron haciéndose definitivos, de manera que bajo Diocleciano y Constantino I terminaron por convertirse en alguna de las nuevas unidades militares del Bajo Imperio, bien legiones, bien auxilia palatina.